# HMS Newcastle (1813)
Pour les autres navires du même nom, voir HMS Newcastle.
Le HMS Newcastle est un navire de ligne de quatrième rang portant 60 canons ayant servi dans la Royal Navy de 1813 à 1850.

## Histoire
Construit en pin rigide, le navire de ligne de quatrième rang Newcastle est lancé à Blackwall Yard le 10 novembre 1813. 
Le 18 décembre 1814, en compagnie du Leander et de l'Acasta, il se lance à la poursuite de l'USS Constitution après qu'elle a forcé le blocus de Boston, mais celle-ci réussit à s'enfuir en direction des Bermudes.
En juin 1824 il est mis à quai et sert de navire de réception, avant d'être vendu pour démolition 26 ans plus tard, en juillet 1850.